# Bolbogonium kabakovi
Bolbogonium kabakovi là một loài bọ cánh cứng trong họ Geotrupidae. Loài này được Nikolajev miêu tả khoa học năm 1976.